# Saltoro Kangri
Der Saltoro Kangri (auch K10) ist mit 7742 m der höchste Berg der Saltoro-Berge im pakistanischen Karakorum.
Der Saltoro Kangri liegt in der umstrittenen Region Kaschmir, an der Südflanke des Siachengletschers. Aufgrund seiner sehr abseitigen Lage in einer Konfliktzone wird er nur selten besucht.
Der Saltoro Kangri II (auch K11) bildet einen 7705 m Nebengipfel des Saltoro Kangri. Er befindet sich 880 m nördlich des Hauptgipfels. Die Schartenhöhe beträgt 225 m.

## Besteigungsgeschichte
Den ersten Besteigungsversuch unternahm 1935 eine von J. Waller geführte, britische Expedition. Sie kam bis zu einer Höhe von knapp 7500 m. Zuvor war der Berg bereits in den Jahren 1911–1912 erkundet worden.
1962 gelang die Erstbesteigung einem japanisch-pakistanischen Team geführt von Tsunahiko Shidei. Der Gipfel wurde am 24. Juli von den beiden Japanern Atsuo Saito und Yasuo Takamura sowie dem Pakistaner R. A. Bashir über die Ostflanke und den Südostgrat erreicht.